# Ibirque
Ibirque est un village de la province de Huesca, situé dans la Guarguera, sur le versant nord de la Sierra de guara, à environ quinze kilomètres au sud-est de la ville de Sabiñánigo. Il est inhabité depuis les années 1960 ; le village habité le plus proche est Nocito. L'église du village, de style roman et ayant été sensiblement remaniée aux XVIIe et XVIIIe siècles, est dédiée à Martin de Tours.
Le dolmen de Caseta de las Brujas se trouve à proximité d'Ibirque.